# Кевенхюллер, Франц Кристоф
Граф Франц Кристоф Кевенхюллер (также иногда Кевенгиллер; нем. Franz Christoph von Khevenhüller; 21 февраля 1588, Каринтия — 13 июня 1650, Баден-близ-Вены) — историограф императора Фердинанда II.

## Происхождение и биография

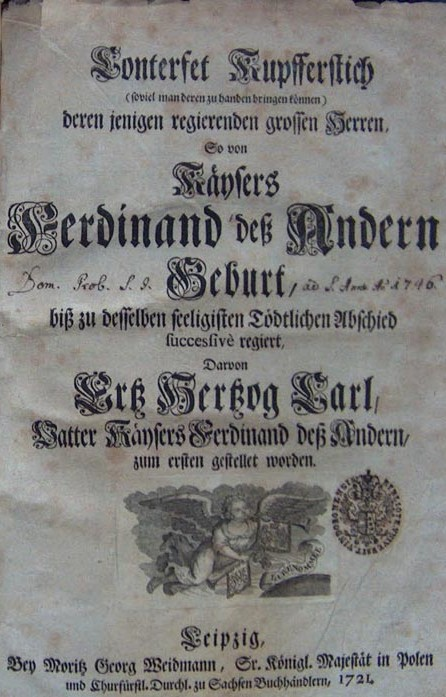
Титульный лист 1-го тома «Анналов Фердинанда II» (1721)

Родился в Каринтии: то ли в Клагенфурте, то ли в замке Ландскрон. Происходил из старого каринтийского дворянского рода: сын Бартоломеуса I (1539—1613), барона ауф Ландскрон-унд-Вернберг (Freiherr auf Landskron und Wernberg) и его второй жены Бланки Людмилы (ок. 1562 — 1595; из рода графов фон Турн-унд-Вальсассина). Оставаясь протестантами, представители этой семьи занимали видное положение при дворе габсбургских императоров. Отец Кевенхюллера, также как и его дядя Йоханн VII (1538—1606), были очень образованными людьми, много путешествовали и исполняли важные дипломатические поручения (за что в 1593 году получили титул рейсхграфов цу Франкенбург). Отец был большим знатоком истории, читал Ливия и Фукидида.
От отца интерес к этой науке перешёл и к сыну, получившему прекрасное образование и довершившему его продолжительным путешествием по Европе. Перейдя в католичество и сделавшись одним из самых ревностных членов иезуитского ордена, он в 1609 году стал главой дипломатического представительства в Мадриде (ранее, в 1572—1606 годах этот пост занимал его дядя Йоханн). В этой должности он пытался оказывать положительное влияние на всё более и более осложнявшиеся отношения между испанскими и австрийскими Габсбургами, за что по окончании 14 лет службы получил в 1623 году от короля Филиппа IV орден Золотого руна.
После возвращения в Вену занимал место в Тайном совете, затем был советником эрцгерцога Леопольда Вильгельма. А поскольку последний в отсутствии императора становился во главе правления, то Кевенхюллер имел возможность близко ознакомиться с администрацией. Был ревностным приверженцем императора Фердинанда II и его политики.
Его внук — фельдмаршал Л. А. фон Кевенхюллер.

## Труды
Первый литературный труд Кевенхюллера — его автобиография, доведённая до 1623 года; сюда вошли и наиболее знаменательные общественные факты того времени.
Многое из автобиографии Кевенхюллера перешло целиком в его «Анналы Фердинанда II» (лат. Annales Ferdinandei). Идея «Анналов» возникла ещё во время дипломатической миссии Кевенхюллера в Испании; уже тогда он тщательно собирал материал для своей темы и сохранял все официальные донесения, которые и вошли в его летопись. Важным источником для Кевенхюллера явились и шесть книг протоколов, составленных его дядей в бытность его послом в Мадриде. В 1634 году Кевенхюллер получил разрешение на использование материалов из императорской канцелярии для написания исторического трактата. Труд состоит из 12-ти томов in folio и впервые увидел свет в 1721—1726 годах (уже после смерти автора) в Лейпциге.
«Анналы» Кевенхюллера не могут быть названы историей в настоящем смысле слова; это — искусственно связанный сырой материал. Написаны «Анналы» с империалистической, католической точки зрения, вследствие чего при пользовании ими необходимо соблюдать большую осторожность. Особенно ярко выступает тенденциозность Кевенхюллер при изложении процесса над Валленштейном. Несмотря на все недостатки, «Анналы» являются важным источником для исторических исследований XVII века.